# Orthosia malora
Orthosia malora là một loài bướm đêm trong họ Noctuidae.